# Andrew Lang
Andrew Lang (Selkirk, 31 de março de 1844 – 20 de julho de 1912) foi um escritor escocês. Dono de vasta erudição, tornou-se uma autoridade em literatura grega, francesa e inglesa, folclore, antropologia, história escocesa, telepatia e em outros campos. Realizou pesquisas físicas e deixou alguns livros de poesia.

## Trabalhos acadêmicos

### Folclore e Antropologia
O trabalho de Lang é conhecido principalmente por suas publicações sobre folclore, mitologia e religião. O interesse no folclore começou cedo ao ler John Ferguson McLennan, ao ir para Oxford conheceu o trabalho de E. B. Tylor que também influenciou-o bastante.
A primeira de suas publicações sobr o tema é Custom and Myth (1884). Em Myth, Ritual and Religion (1887) explicou os elementos "irracionais"  da mitologia como sobrevivências de conceitos primitivas. Making of Religion de Lang foi fortemente influenciado pela ideia do "bom selvagem" do século XVIII: nele, manteve a existência de idéias espirituais elevadas entre raças "selvagens", traçou paralelos com o interesse contemporâneo em fenômenos ocultos na Inglaterra. 
Seu Livro azul das fadas (1889) teve uma edição muito bem produzida e ilustrada de contos de fadas que se tornou um clássico. Ele foi seguido por muitas outras coleções de contos de fadas, coletivamente conhecidos como Livros das fadas de Lang. No prefácio do livro fada lilás credita sua esposa com a tradução e transcrevendo a maioria das histórias nas coleções. 
Lang examinou as origens do totemismo em Social Origins (1903).

### História
Escreveu trabalhos sobre história escocesa que caracterizam-se por um cuidado acadêmico detalhista, um estilo literário picante e um dom para explicar questões complexas. The Mystery of Mary Stuart (1901) foi considerado um raio de luz fresca sobre a história de  Maria da Escócia, pelos manuscritos de Lennox da biblioteca da Universidade, Cambridge.
Escreveu também monografias em The Portraits and Jewels of Mary Stuart (1906) e  James VI and the Gowrie Mystery (1902). A visão um pouco desfavorável de John Knox apresentada em seu livro John Knox and the Reformation (1905) suscitou controvérsia considerável. Lang deu novas informações sobre a carreira continental do jovem Carlos Eduardo Stuart em Pickle the Spy (1897).

## Obras
Traduções em prosa de Cartas sobre Literatura, João Knox e a Reforma, O mundo de Homero, Literatura e Religião, História da Escócia desde a Ocupação Romana (4 volumes) e outras. Escreveu ainda livros infantis.